# Ugo Puiset
Ugo Puiset, in francese Hugh de Puiset (Francia, 1125 circa – 3 marzo 1195), è stato un vescovo cattolico francese naturalizzato inglese.
È stato vescovo di Durham per più di vent'anni; era nipote acquisito di Stefano I d'Inghilterra.

## Illustri parentele
Ugo Puiset nacque in Francia da Hugh, Signore di Puiset ed Agnese, sorella di Stefano d'Inghilterra. Benché suo padre fosse un nobile non troppo in vista, sua madre invece poteva vantare parentele illustri, era infatti figlia di Adele d'Inghilterra, figlia a sua volta di Guglielmo il Conquistatore, il che rendeva Ugo bis-nipote del grande sovrano inglese. I domini della famiglia Puiset si collocavano nel nord della Francia e lì nacque Ugo intorno al 1125, data desunta dal fatto che, nel 1153, al momento della sua nomina a vescovo non aveva ancora ventotto anni, età minima per quell'ufficio.

## Biografia
Attorno al 1139 suo zio Enrico di Blois gli procurò un posto come Arcidiacono nella diocesi di Winchester, dove rimase fino al 1143 circa, quando approdò a York dove alla carica di arcidiacono affiancò quella di tesoriere. È possibile che, alla base del suo trasferimento a York, ci fosse dietro San Guglielmo di York al cui servizio Ugo si trovava. Come tesoriere Ugo partecipò alle elezioni per il successore di Guglielmo, deposto nel 1147, appoggiando la candidatura di Ilario di Chichester che venne sconfitto da Henry Murdac, abate dell'abbazia di Fountains, forte della sponsorizzazione di due vescovi, William di Santa Barbara (morto nel 1152) vescovo di Durham ed Adelulf vescovo di Carlisle (morto nel 1156). Irritato per il suo dissenso Murdac scomunicò Ugo, che ebbe più avanti l'occasione di ricambiare il favore.

### Lotte e non solo di potere
Il 22 gennaio 1153 Ugo venne eletto vescovo di Durham dal capitolo della cattedrale. Murdac, la cui diocesi superava in importanza quella di Durham, rigettò tale nomina, ma poiché i suoi elettori non vollero rivedere la loro decisione Murdac li scomunicò. Su Ugo il mancato appoggio di Murdac ebbe altre conseguenze, senza il suo beneplacito la sua nomina non poté essere confermata, dovette quindi affidarsi ad un'autorità superiore, quella papale, così andò a Roma dove Papa Anastasio IV lo consacrò il 20 dicembre 1153. La cerimonia a Durham, con il suo insediamento formale avvenne invece qualche mese dopo, il 2 maggio 1154. A seguito dell'insediamento Stefano d'Inghilterra garantì ad Ugo i diritti sulle miniere d'argento di Weardale che egli usò per la propria zecca. Poco dopo Stefano morì e le fonti sono discordi sulla presenza o meno di Ugo all'incoronazione di Enrico II d'Inghilterra, di sicurò non presenziò al Concilio di Clarendon del 1163 da cui uscirono le Costituzioni di Clarendon, un insieme di leggi volte a limitare il potere ecclesiale e quello papale, che furono causa di grave conflitto fra il re e San Tommaso Becket. Nella disputa Ugo non prese parti, nemmeno quando il vescovo di Canterbury si esiliò in Francia, e fu presente insieme all'Arcivescovo di York Roger de Pont L'Évêque all'incoronazione a re dell'erede Enrico il giovane al 1º dicembre del 1170. La pace appena siglata fra il re e Becket saltò di nuovo a causa del fatto che la cerimonia non era stata tenuta da Becket stesso, ma da de Pont, che era vescovo di una diocesi di rango inferiore. Becket sospese tutti i prelati presenti all'incoronazione e Papa Alessandro III comminò loro la scomunica. Becket venne poi assassinato nella Cattedrale di Canterbury il 29 dicembre di quell'anno. Su un fronte più pratico Ugo dovette chiedere al re un permesso perché il proprio castello di Northallerton non fosse demolito, Enrico infatti stava distruggendo molti castelli costruiti illegalmente sotto il regno di Stefano, ed ottenne non solo quello, ma anche la possibilità di costruirne uno a Norham, nel Nord, così che i confini fossero protetti dalle scorribande scozzesi.
Ugo fu sospettato di essere coinvolto nella Rivolta del 1173-1174, benché non abbia mai fatto nulla di concreto in essa, e quando Guglielmo I di Scozia invase l'Inghilterra nella primavera del 1174 ebbe un ruolo più attivo o con una connivenza passiva o con aiuto agli invasori. Tali sospetti vennero dai deboli tentativi condotti da Ugo per difendersi dalle incursioni scozzesi in atto ed egli stesso trattò una tregua con Guglielmo che permetteva loro un passaggio sulle terre della chiesa a patto che queste non fossero danneggiate. In aggiunta suo nipote Ugo IV de Puiset, uno dei Sovrani di Bar, portò un contingente ad Hartlepool, in teoria per proteggere lo zio, ma Enrico temette che fossero lì per aiutare suo figlio ribelle. Una volta che la rivolta fu domata Enrico ordinò ad Ugo di distruggere non solo il castello di Norham, ma di consegnare anche gli altri.
Sul fronte ecclesiale, dopo essere stato al Concilio di Tours del 1163 partecipò al Concilio Lateranense III del 1179, in quell'occasione Alessandro III gli disse di far piegare il re di Scozia ad accettare come vescovo di St.Andrews il candidato papale, nel 1183 tuttavia la questione era ancora aperta e dovette essere risolta con un compromesso.

### I parenti riottosi di re Riccardo
Quando nel 1189 ad Enrico successe il figlio Riccardo Cuor di Leone Ugo comprò la carica di Sceriffo del Northumberland, quella di Conte di Northumberland ed altri soldi vennero spesi per la carica di Gran giustiziere. Ugo in quegli anni aveva accumulato molto denaro e molto potere perché la carica vacante dal 1181 di Arcivescovo di York aveva esteso oltre misura la sua influenza, tuttavia il vuoto di potere a York venne riempito da Riccardo con la nomina del proprio fratellastro Goffredo (arcivescovo di York), com'era stata anche volontà del loro padre. Ugo tuttavia godette ancora di ampia libertà perché fino al 1191 Goffredo non venne ordinato e non poté quindi esercitare le proprie funzioni, ma in quell'anno il nuovo pontefice Papa Celestino III confermò la nomina ed Ugo fu costretto a sottomettersi ad un collega che occupava un posto superiore nella gerarchia delle diocesi inglesi. Ugo condivise all'inizio il ruolo di Giustiziere con William de Mandeville (morto il 14 novembre 1189), questi però morì poco dopo aver acquisito l'incarico ed il re gli affiancò un altro fratellastro Guglielmo di Longchamp. I due non andarono mai molto d'accordo e Riccardo decise di dividerli assegnando ad ognuno un territorio, ad Ugo quello a nord di Humber ed all'altro il resto del paese. Questo accordo siglato nel marzo 1190 durò pochi mesi, infatti Guglielmo era deciso a diventare l'unico Giustiziere, e poco dopo accusò Ugo di aver abusato della propria autorità e lo assediò obbligando a cedergli castello e contado. Durante la ribellione di Giovanni Senza Terra al fratello nel 1193, Ugo rimase fedele al re ed insieme a Goffredo, messe da parte le loro divergenze, assediò il castello di Tickhill.
Ugo infine morì il 3 marzo 1195.

## Genealogia episcopale
La genealogia episcopale è:
- Papa Anastasio IV
- Vescovo Ugo Puiset